# Lisa Dahlkvist
Lisa Karolina Viktoria Dahlkvist, född 6 februari 1987 i Järfälla församling, är en svensk före detta fotbollsspelare.

## Biografi

### Klubbkarriär
Dahlkvist spelade mellan 2012 och 2014 i Tyresö. Hon har tidigare spelat i Umeå IK, Kopparbergs/Göteborg FC och hennes moderklubb är Adolfsbergs IK.
Under 2014 flyttade Dahlkvist till Avaldsnes IL i Norge, varefter hon skrev på ett ettårsavtal för KIF Örebro. Redan under sommaren 2015 lämnade hon dock Örebro för franska PSG, där hon tog en plats i A-truppen vid sidan om landslagskollegorna Caroline Seger och Kosovare Asllani. 2016 återvände hon dock till spel i KIF Örebro. Inför 2018 skedde en övergång till Eskilstuna United.
Inför säsongen 2020 återvände Dahlkvist till Umeå IK. Klubben åkte ur Damallsvenskan 2020, men efter säsongen förlängde hon sitt kontrakt med Umeå. Inför säsongen 2022 förlängde Dahlkvist sitt kontrakt i Umeå IK med ett år. Efter säsongen 2022 valde hon att avsluta sin fotbollskarriär.

### Landslaget
Dahlkvist debuterade i svenska landslaget 2008 och var med vid  EM 2009, 2013, 2017 och VM 2011, 2015. Hon var även en del av den svenska truppen i OS år 2012 i London.
Lisa Dahlkvist var uttagen i den trupp som representerade Sverige i de Olympiska spelen i Rio de Janeiro år 2016. Hon blev en av matchhjältarna i kvartsfinalen mot USA efter att ha satt det avgörande målet i straffläggningens femte omgång, trots försök till psykningar från den amerikanska målvakten Hope Solo. Även i semifinalen mot Brasilien satte hon den avgörande straffen.

### Privatliv
Lisa Dahlkvist är dotter till fotbollsspelaren Sven "Dala" Dahlkvist. Hon gifte sig 2016 med sin flickvän Jessica Danielsson, och året före födde Danielsson parets gemensamma barn (en dotter).